# Gureny
Gureny románul: Brazi, falu Romániában, Erdélyben, Hunyad megyében.

## Fekvése
Hátszegtől délnyugatra, Malomvíz helység és patak szomszédos völgyében fekvő település.

## Története
Gureny, Sebestorok nevét 1439-ben említette először oklevél p. Sebestorok néven.
Későbbi névváltozatai: 1495-ben p. Gwren, 1499-ben p. Sebesthorok, 1519-ben Gywren, 1733-ban Osztroviel-Gureni, 1750-ben Osztrovej Gureny, 1808-ban Gurény, Gurendorf, 
Gauréni, 1888-ban Gureny, telep. MalomvízKendefi, Kenderesi-birtok.
1519-ben Gywren a Kendefi, Kenderesi családok birtoka volt.
1890-ben Gureny (Brazi), Osztrovel (Ostrovel) és Szuszeny (Suseni) településsel együtt Malomviz (Râu de Mori) része lett, majd 1956 körül vált ismét önálló településsé 216 lakossal.
A 2002-es népszámláláskor 539 lakosából 516 román, 23 magyar volt.

## Források

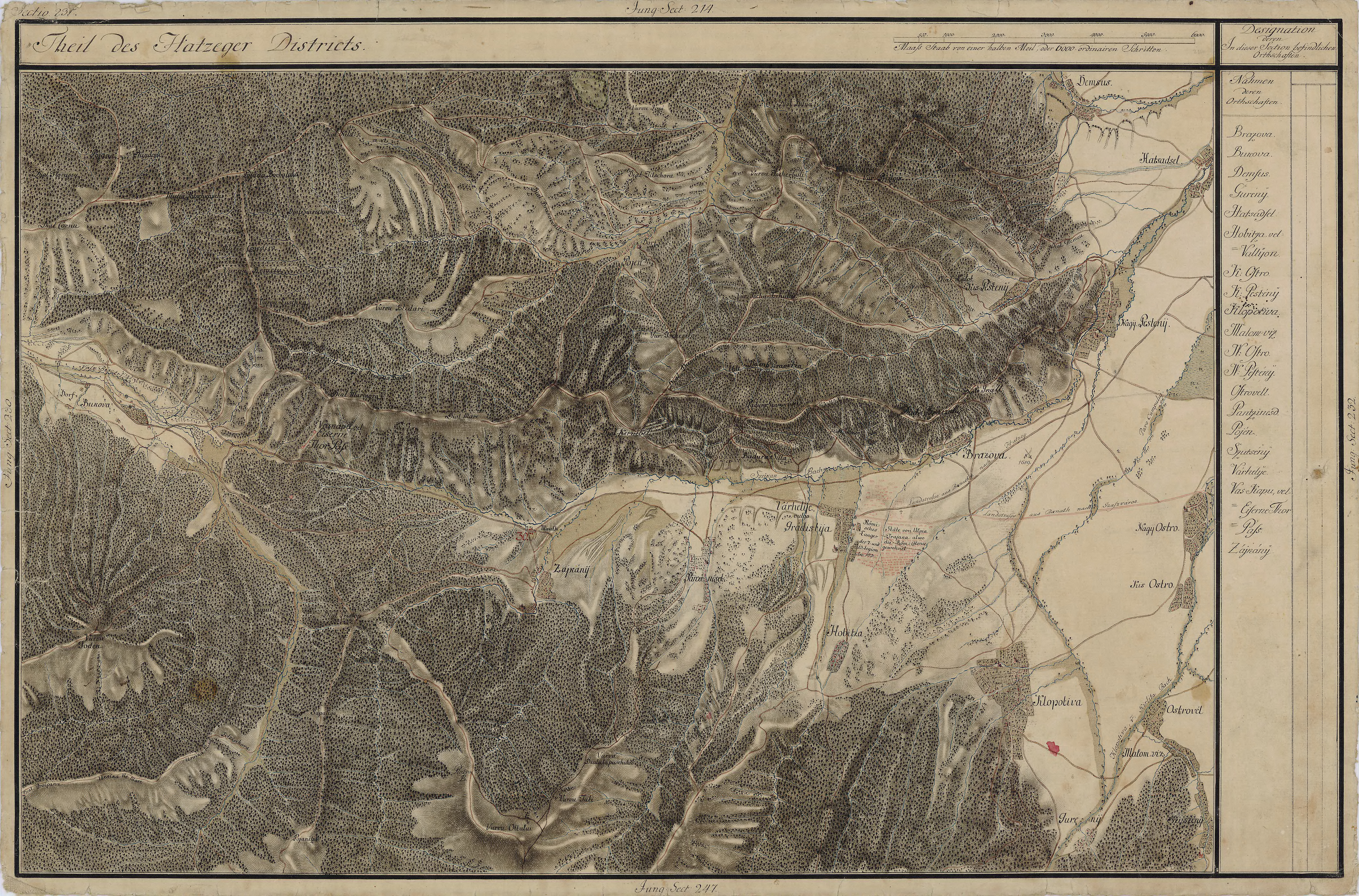
Gureny egy régi térképen